# Alsodes nodosus
Alsodes nodosus là một loài ếch thuộc họ Leptodactylidae.
Loài này có ở Chile và có thể cả Argentina.
Môi trường sống tự nhiên của chúng là vùng cây bụi ôn đới, sông ngòi, và sông có nước theo mùa.
Chúng hiện đang bị đe dọa vì mất môi trường sống.